# Phyllonorycter insignitella
Phyllonorycter insignitella là một loài bướm đêm thuộc họ Gracillariidae. Nó được tìm thấy ở khắp châu Âu, ngoại trừ bán đảo Balkan.
Sải cánh dài 7–8 mm.
Ấu trùng ăn Lathyrus, Medicago lupulina, Ononis repens, Trifolium alpestre, Trifolium medium, Trifolium montanum, Trifolium pratense và Vicia species. Chúng ăn lá nơi chúng làm tổ. They create a lower surface tentiform mine that occupies only part of a leaflet. In full-grown leaves, the mine is strongly inflated và is largely hidden by the leaf.